# Жуан Піньєйру
Жуан Педру да Сілва Піньєйру (порт. João Pedro da Silva Pinheiro, нар. 4 січня 1988, Брага) — португальський футбольний арбітр, який працює в Прімейра-лізі. Арбітр ФІФА з 2016 року.

## Суддівська кар'єра
У 2015 році Піньєйру розпочав судити матчі Прімейра-лізі. Його перший матч як головного арбітра у вищому дивізіоні відбувся 20 вересня 2015 року у грі між «Академікою» та «Боавіштою».
У 2016 році його внесли до списку арбітрів ФІФА. Дебютував на міжнародному рівні 14 липня 2016 року під час матчу між «Абердином» та «Вентспілсом» (3:0) у другому кваліфікаційному раунді Ліги Європи УЄФА, в якому португалец тричі показав жовту картку. 23 березня 2019 року він взяв участь у своєму першому матчі на рівні національних збірних між Бразилією та Панамою. Він також судив матчі в єгипетській Прем'єр-лізі та Саудівській Про-лізі в 2019 році.
26 січня 2019 року був головним суддею фіналу Кубка португальської ліги 2019 року між «Порту» та «Спортінгом».
21 квітня 2021 року Піньєйру був обраний одним з відеоасистентів арбітра на Євро-2020, який відбувся по всій Європі в червні та липні 2021 року.